# Reserva Florestal de Okomu
A Reserva Florestal de Okomu é uma floresta que cobre uma área de 1081 km 2 no estado de Edo, cerca de 50 km a oeste da cidade de Benim, na Nigéria. O Parque Nacional Okomu está dentro da reserva. O parque abriga uma pequena parte das florestas que outrora cobriam a região e é o último habitat de muitas espécies ameaçadas de extinção.